# Speak Now
Speak Now este al treilea album de studio al cântăreței Taylor Swift, lansat pe 25 octombrie 2010. Albumul este scris complet solo de Taylor însăși, lucru care a fost foarte apreciat de critici și public. Inspirat de tranziția artistei din adolescență spre maturitate, albumul se axează pe confesiuni în contextul iubirii și tristeței. Produs de Swift și Nathan Chapman, albumul combină country-pop cu elemente de pop rock, caracterizat de instrumente acustice, chitare electrice dinamice și tobe.